# 能代警察署
能代警察署（のしろけいさつしょ）は、秋田県警察が管轄する警察署の一つである。

## 管轄区域
- 能代市
- 山本郡三種町、八峰町、藤里町

## 所在地
- 秋田県能代市日吉町1番24号

## 沿革

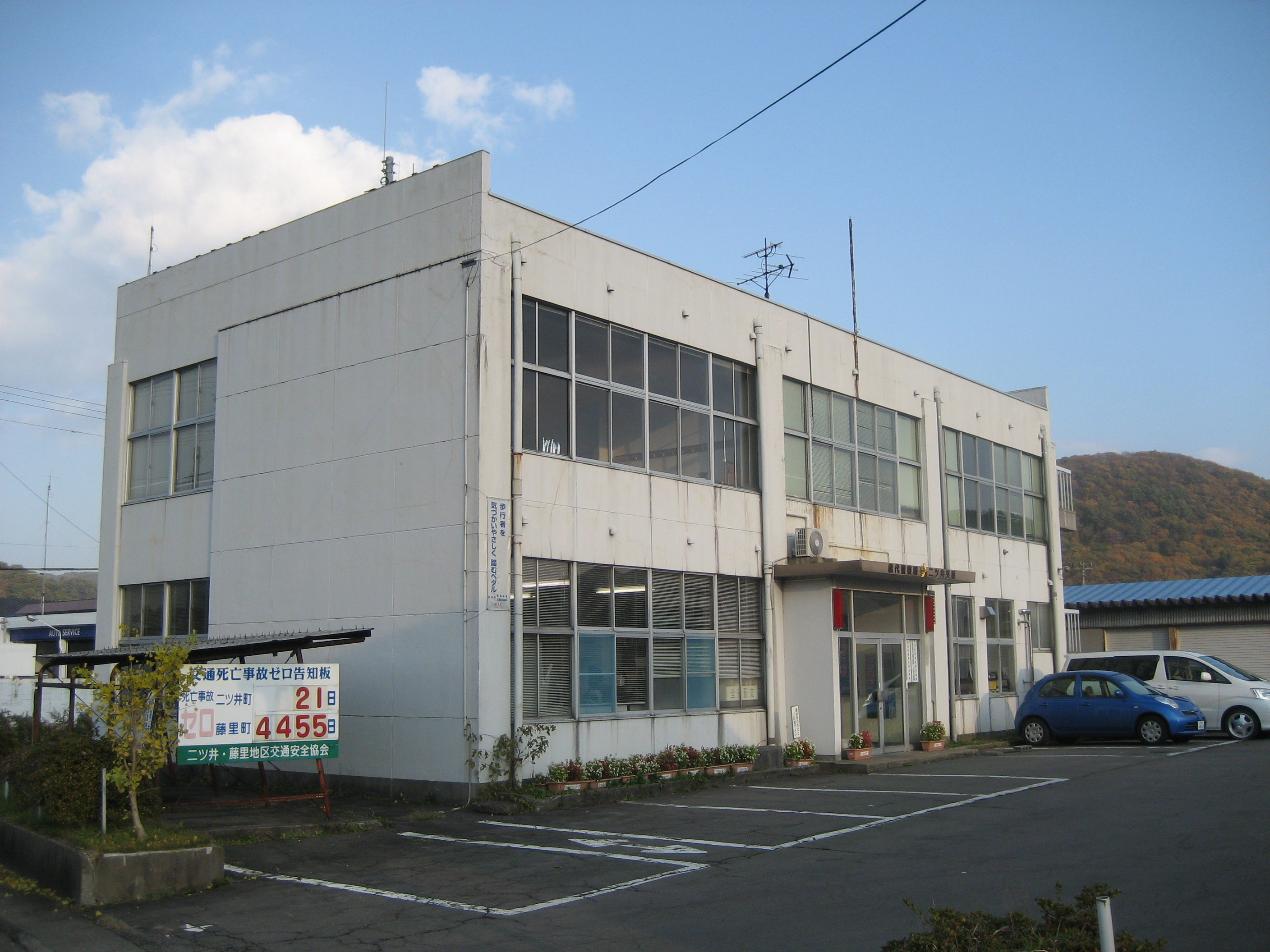
二ツ井交番（旧建物）

- 1875年：秋田警察署第1出張所第2屯所として発足
- 1878年：能代警察署と改称
- 1948年：警察制度改革により、国家地方警察山本地区警察署及び自治体警察能代市警察署、二ツ井荷上場組合警察署が設置
- 1952年：警察法改正により、山本地区警察署を能代警察署に改称
- 1954年：警察法施行により国家地方警察と自治体警察が廃止になり、能代警察署に改称
- 2019年（12月）：老朽化に伴い二ツ井交番の建替えを行い完成する。

## 内部組織
- 警務課
  - 広報広聴係
  - 警務係
  - 被害者支援係
  - 留置管理係

- 会計課
  - 会計係

- 生活安全課
  - 生活安全係
  - 女性安全対策係
  - 少年係

- 地域課
  - 地域係
  - 機動警ら係

- 刑事課
  - 庶務係
  - 強行・窃盗犯係
  - 知能犯係
  - 組織犯罪対策係
  - 鑑識係

- 交通課
  - 交通規制係
  - 交通指導係
  - 交通捜査係

- 警備課
  - 警備係

## 交番

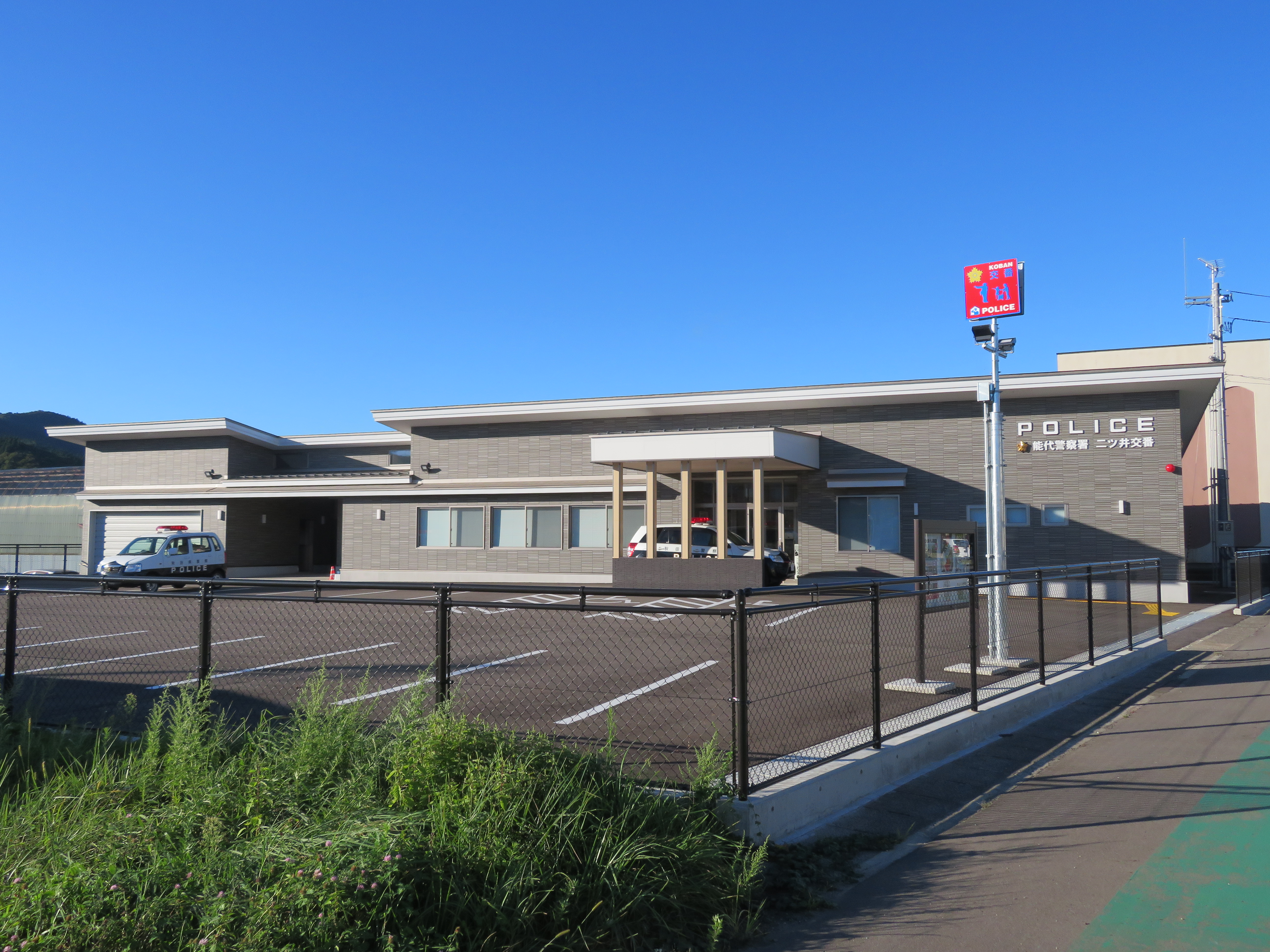
二ツ井交番

### 能代市
- 能代駅前交番 - 能代市元町11番2号
- 西通町交番 - 能代市景林町2番29号
- 二ツ井交番（運転免許証の更新申請ができる） - 能代市二ツ井町字上野82番地15
- 南能代交番 - 能代市字寿域長根48番地123

## 駐在所

### 能代市
- 向能代駐在所 - 能代市落合字下大野77番地2
- 東能代駐在所 - 能代市鰄渕字古川反3番地17
- 種梅駐在所 - 能代市二ツ井町梅内字前田207番地

### 三種町
- 金岡駐在所 - 山本郡三種町豊岡金田字金光寺4番地19
- 山本駐在所 - 山本郡三種町森岳字街道西14番地2
- 浜田駐在所 - 山本郡三種町浜田字福沢1番地3
- 八竜駐在所 - 山本郡三種町鵜川字西鵜川14番地4
- 琴丘駐在所 - 山本郡三種町鹿渡字二本柳44番地2

### 藤里町
- 藤里駐在所 - 山本郡藤里町藤琴字鳥谷場112番地1

### 八峰町
- 八森駐在所 - 山本郡八峰町八森字中浜92番地5
- 峰浜駐在所 - 山本郡八峰町峰浜水沢字ｶｯﾁｷ台15番地6